# Johan Louwet
Johan Louwet (né le 23 janvier 1959 à Heusden-Zolder,,) est un coureur cycliste belge, actif des années 1970 à 1990.

## Biographie
Johan Louwet passe professionnel en septembre 1981 au sein de l'équipe Safir. Bon sprinteur, il se distingue lors de la saison 1982 en remportant une étape du Tour d'Aragon. Il termine également deuxième de la dernière étape du Tour d'Espagne, derrière son coéquipier Eddy Vanhaerens. Il quitte ensuite les rangs professionnels en 1985 puis redescend chez les amateurs, où il continue sa carrière jusque dans les années 1990.

## Palmarès et résultats

### Palmarès par année
- 1979
  - Stal-Koersel
- 1980
  - Rund um den Elm
- 1981
  - 3ea étape du Ronde van de Kempen
  - 2e du Challenge de Hesbaye
- 1982
  - 4e étape du Tour d'Aragon
  - 2e de Harelbeke-Poperinge-Harelbeke
  - 2e du Grand Prix E5
- 1983
  - Stal-Koersel
- 1984
  - 2e de la Maaslandse Pijl
- 1988
  - Bruxelles-Zepperen
  - Trofee van Haspengouw
- 1991
  - 2e du championnat du Limbourg
- 1992
  - Trofee van Haspengouw
  - 3ea étape du Tour du Limbourg amateurs

### Résultats sur les grands tours

#### Tour d'Espagne
1 participation
- 1982 : 74e